# Jedwabno
Jedwabno [jɛd'vabnɔ] (deutsch Jedwabno, 1938–1945 Gedwangen) ist ein Dorf im  Powiat Szczycieński der Woiwodschaft Ermland-Masuren in Polen. Es ist Sitz der gleichnamigen Landgemeinde mit 3611 Einwohnern (Stand 31. Dezember 2020).

## Geographische Lage
Der Ort liegt in der historischen Region Ostpreußen, am südlichen Rand der Allensteiner Seenplatte, zwischen dem Hartig- und dem Narth-See, etwa 20 Kilometer südwestlich von Szczytno (Ortelsburg). Zahlreiche Erhebungen mit Höhen um 150 Meter gestalten die Landschaft hügelig, die dazu nach Westen hin mit dem ehemaligen Hartigwald bedeckt ist.

## Geschichte

### Ortsname
Der Ortsname soll von dem prußischen gedewewe bzw. geduwene (deutsch Gerste) abgeleitet sein.

### Geschichte

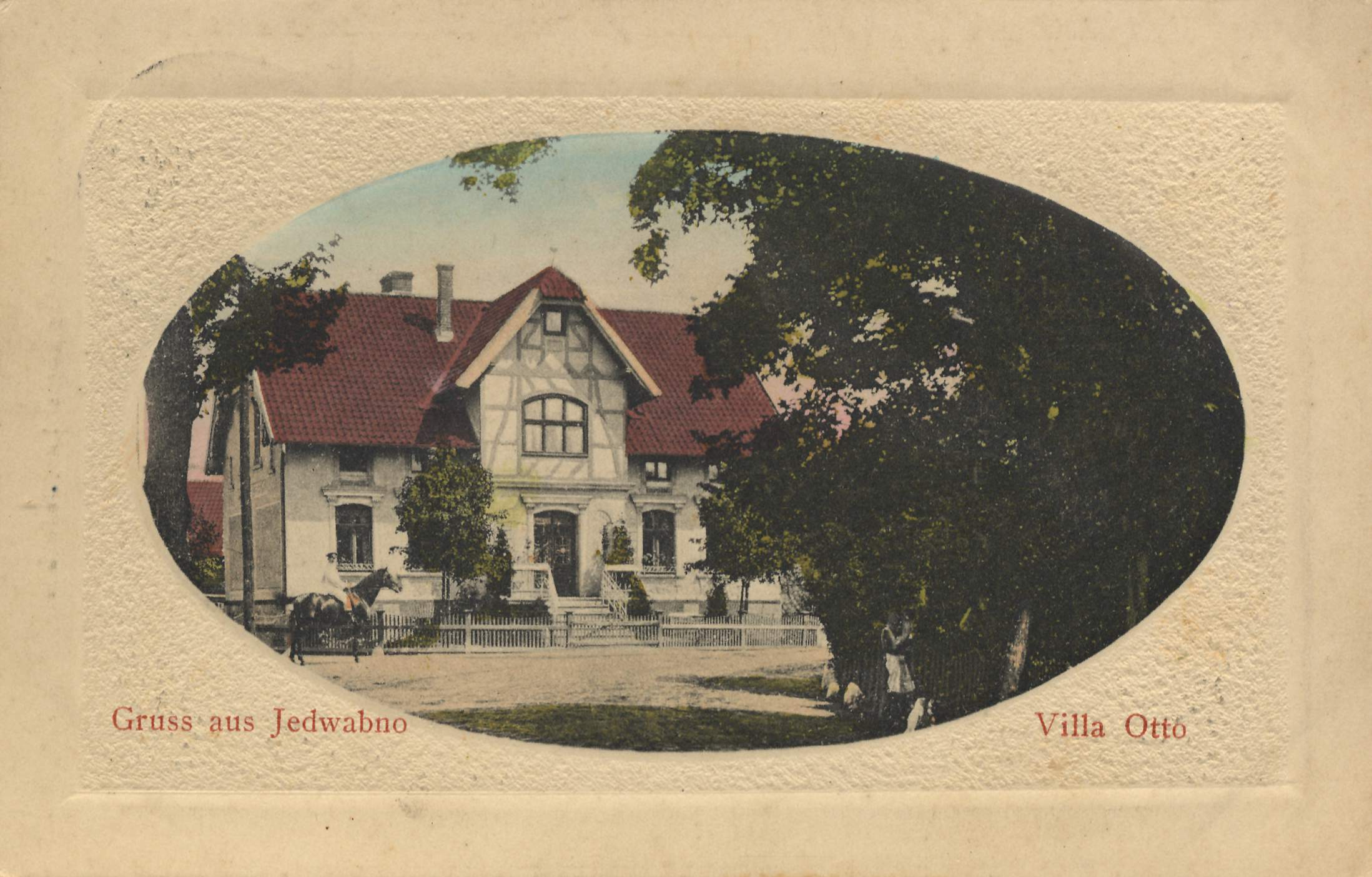
Historische Ansichtskarte

Im ersten Viertel des 14. Jahrhunderts begann der Deutsche Orden mit der Besiedlung des damals so bezeichneten Sassenlandes östlich der Weichsel. Das Gebiet war damals mit Urwald bedeckt und nahezu unbewohnt. Die Erschließung des Gebietes erfolgte von Westen nach Osten und war 1325 im Wesentlichen abgeschlossen. Da die Ordensfeste auf dem nördlich des späteren Jedwabno gelegenen Schlossberg nach unbestätigten Quellen um 1375 erbaut und erst 1397 urkundlich erwähnt wurde, ist von einer relativ späten Gründung des Ortes auszugehen. Der Ordensbau hatte im Gegensatz zu früher erbauten Burgen der Region kaum Wehrcharakter, vielmehr ist bei ihm von einem so genannten Jagdhaus die Rede.
Zur Zeit des Deutschordensstaats gehörte zur Ordenskomturei Osterode die Gemarkung Jedewewe, aus der später die Ortschaften Jedwabno und Willenberg hervorgingen. 1436 wird in den Abgabenverzeichnissen der Komturei Osterode erstmals eine Siedlung namens Gedwangen erwähnt. Schon vor 1400 war die erste Kirche im Ort errichtet worden. Aus dem Abgabenverzeichniss von 1436 geht hervor, dass die Bewohner des Ortes hauptsächlich von der Waldbienenzucht lebten. Daneben wurde auch der in der Nähe vorkommende Kalk gebrannt, der schon 1383 nachweislich zum Bau der Neidenburg verwendet, aber auch bis Königsberg und Elbing verkauft wurde. Nachdem durch die 1525 erfolgte Säkularisation des Ordensstaates zum Herzogtum Preußen die geistlichen Komturen zu weltlichen Kreisen umgebildet wurden, kam Jedwabno unter die Verwaltung des Oberländischen Kreises mit Saalfeld als Zentrum. Nach einer Verwaltungsreform wurde 1752 der Oberländische Kreis aufgelöst, und Jedwabno wurde nun dem neu geschaffenen Kreis Neidenburg unterstellt.

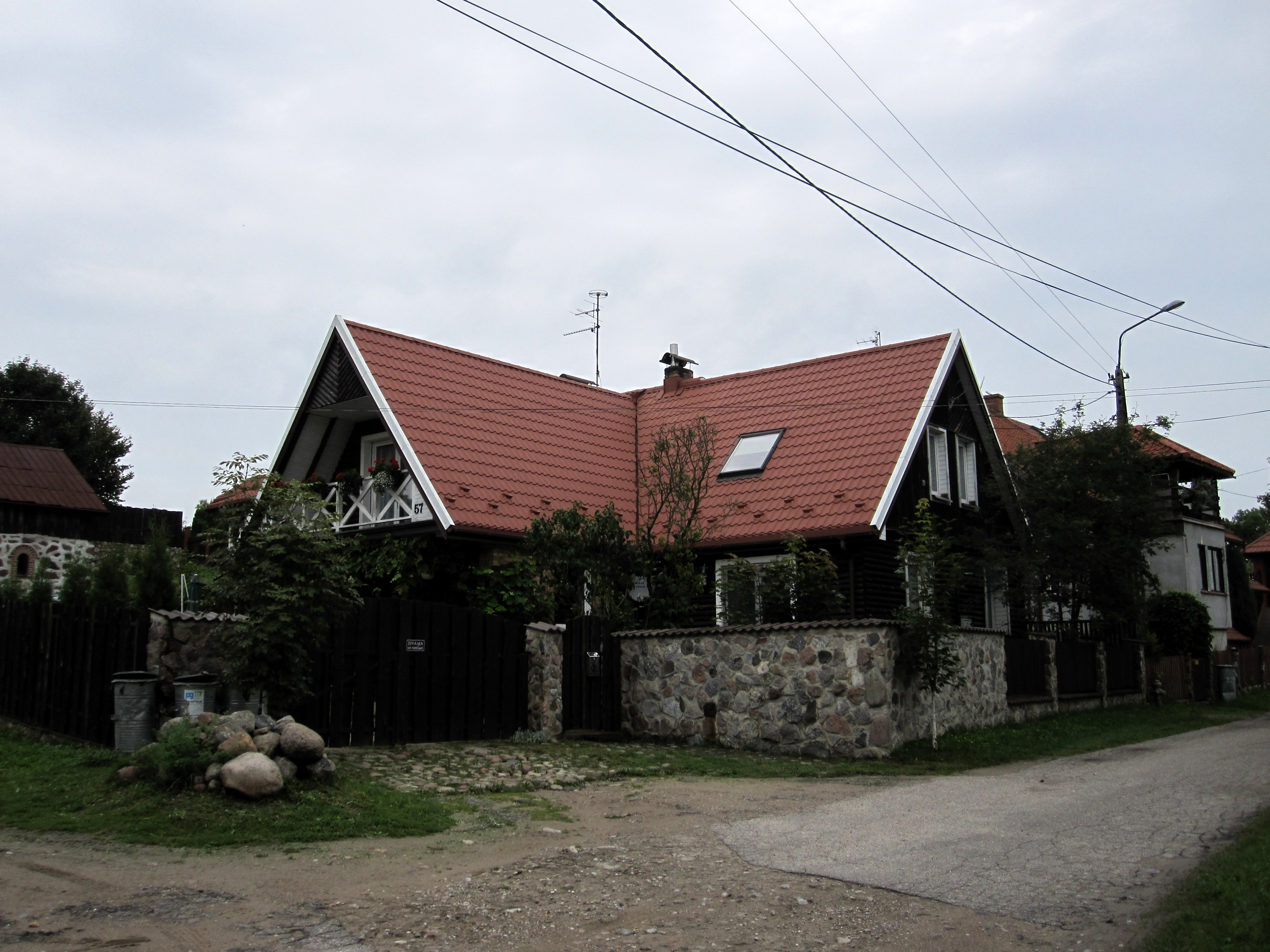
Holzhaus in Jedwabno

1785 wird Jedwabno als königliches Beutnerdorf (Bienenzüchter-Dorf) mit 57 Feuerstellen (Haushaltungen) bezeichnet. Zum Ende des 18. Jahrhunderts standen in Jedwabno 57 Häuser. Der Ort hatte den Charakter einer Marktsiedlung, begünstigt durch die Lage an einem viel befahrenen Handelsweg. Da jedoch die im 19. Jahrhundert neu gebauten modernen Verkehrswege Jedwabno nicht berührten, änderte sich an der Struktur bis in das 20. Jahrhundert hinein wenig. Im Jahr 1874 wurde der Amtsbezirk Jedwabno gebildet. Die Dorfbewohner waren überwiegend evangelisch.
Aufgrund der Bestimmungen des Versailler Vertrags stimmte die Bevölkerung im Abstimmungsgebiet Allenstein, zu dem Jedwabno gehörte, am 11. Juli 1920 über die weitere staatliche Zugehörigkeit zu Ostpreußen (und damit zu Deutschland) oder den Anschluss an Polen ab. In Jedwabno stimmten 606 Einwohner für den Verbleib bei Ostpreußen, auf Polen entfielen keine Stimmen.
Zwischen 1910 und 1939 stieg die Einwohnerzahl von 915 auf 1.288. Am 16. Juli 1938 wurde der Ortsname in Gedwangen abgeändert.

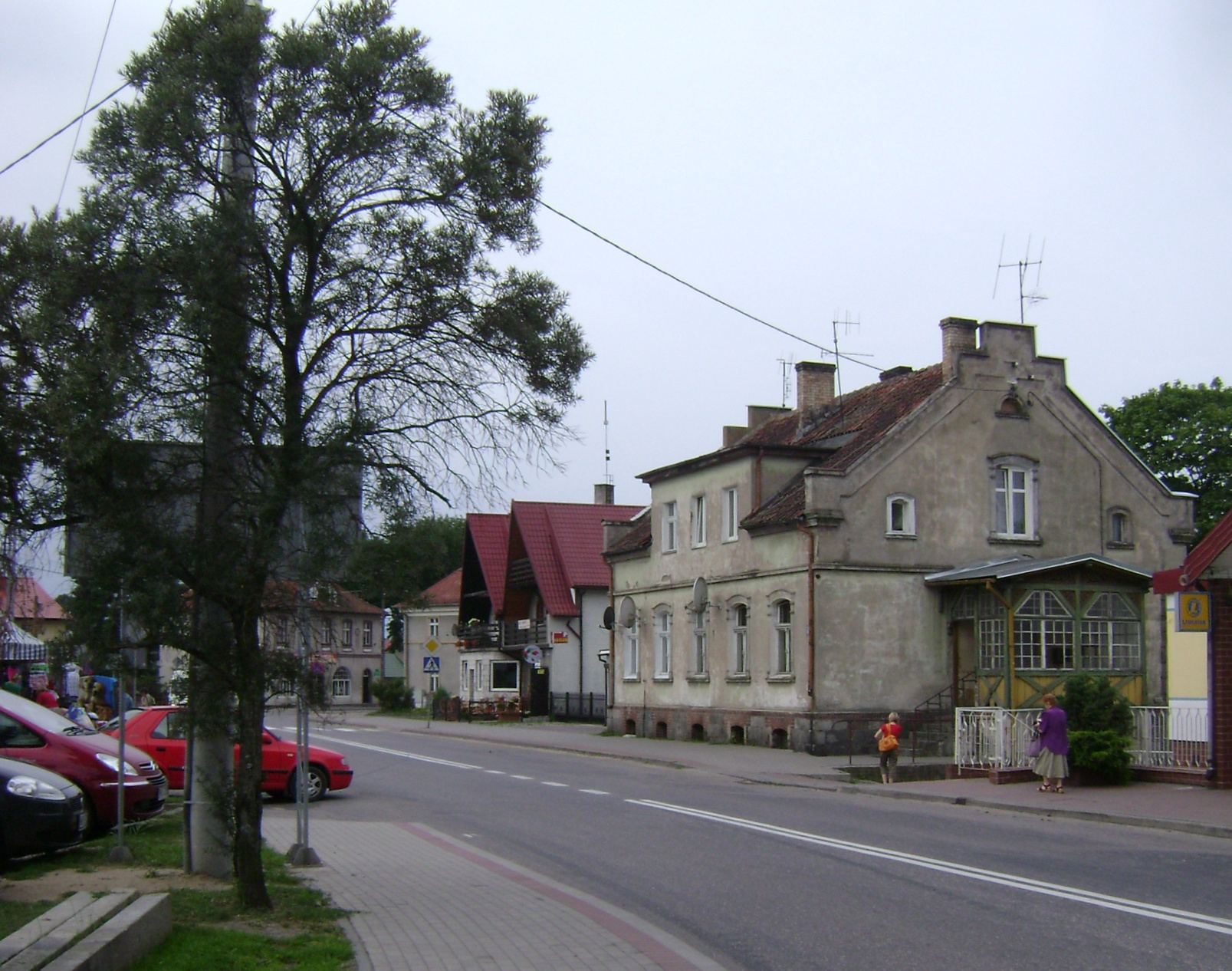
Dorfstraße („ul. 1 Maja“) in Jedwabno

Bis 1945 gehörte Gedwangen zum Landkreis Neidenburg im Regierungsbezirk Allenstein der preußischen Provinz Ostpreußen.
Gegen Ende des Zweiten Weltkriegs wurde die Region im Januar 1945 von der Roten Armee erobert. Bei den Kämpfen wurde auch Gedwangen betroffen, so wurde die evangelische Kirche stark beschädigt. Nach Kriegsende wurde Gedwangen zusammen mit der südlichen Hälfte Ostpreußens unter polnische Verwaltung gestellt. Danach setzte die Zuwanderung polnischer Zivilisten ein. Das Dorf wurde wieder in Jedwabno umbenannt. Soweit die deutschen Einheimischen nicht geflohen waren, wurden sie in der darauf folgenden Zeit vertrieben.

### Amtsbezirk Jedwabno/Gedwangen (1874–1945)
Der am 28. Mai 1874 errichtete Amtsbezirk Jedwabno (am 15. November 1938 in „Amtsbezirk Gedwangen“ umbenannt) gehörte zum ostpreußischen Kreis Neidenburg und umfasste anfangs sieben Dörfer:
| Deutscher Name  | Geänderter Name 1938 bis 1945 | Polnischer Name | Anmerkungen                     |
| --------------- | ----------------------------- | --------------- | ------------------------------- |
| Jedwabno        | Gedwangen                     | Jedwabno        |                                 |
| Lipnicken       |                               | Lipniki         | 1928 nach Jedwabno eingemeindet |
| Narthen         |                               | Narty           |                                 |
| Neu Borowen     | Buschwalde                    | Nowe Borowe     |                                 |
| Schuttschen     |                               | Szuć            |                                 |
| Schuttschenofen |                               | Piduń           |                                 |
| Warchallen      |                               | Warchały        |                                 |

Am 1. Januar 1945 bildeten noch sechs Orte den Amtsbezirk: Buschwalde, Gedwangen, Narthen, Schutschen, Schuttschenofen und Warchallen.

### Bevölkerungsentwicklung
| Jahr | Einwohner | Anmerkungen                                             |
| ---- | --------- | ------------------------------------------------------- |
| 1816 | 0246      | [ 9 ]                                                   |
| 1852 | 0 498     | [ 10 ]                                                  |
| 1858 | 0 541     | davon 526 Evangelische, sechs Katholiken und neun Juden |
| 1905 | 0 772     | [ 12 ]                                                  |
| 1933 | 1.207     | [ 13 ]                                                  |
| 1939 | 1.288     | [ 13 ]                                                  |
| 2011 | 1.271     | [ 1 ]                                                   |

## Kirche

### Evangelisch

#### Kirchengemeinde
Bereits in vorreformatorischer Zeit bestand in Jedwabno eine Kirche. Sie übernahm die Reformation und wurde evangelisch. Zugeteilt war bis 1889 die Kirche in Malga (polnisch Małga) als Filialkirche. Der König – später die staatlichen Behörden – übte das Patronat über die Kirche von Jedwabno aus. Bis 1945 war Jedwabno in den Kirchenkreis Neidenburg (polnisch Nidzica) in der Kirchenprovinz Ostpreußen der Kirche der Altpreußischen Union eingegliedert. Heute gehört die Gemeinde zur Pfarrei in Pasym (Passenheim) in der Diözese Masuren der Evangelisch-Augsburgischen Kirche in Polen.

#### Kirchengebäude
Bei einem Brand im Jahre 1721 war die Dorfkirche zerstört worden. Erst 1757 wurde mit dem Bau der heute noch bestehenden Kirche begonnen, der sich über zwei Jahre hinzog. Lange Zeit wurde das Jagdhaus des Ordens als Pfarrhaus genutzt. Auch dieses musste wegen seiner Baufälligkeit 1827 durch einen Neubau ersetzt werden. Es entstand ein gutshausähnliches Gebäude im klassizistischen Baustil. Im Zweiten Weltkrieg wurde die Kirche stark beschädigt. 1966 wurde der letzte Überrest in Form eines bereits schief stehenden Turms abgerissen.

### Römisch-katholisch

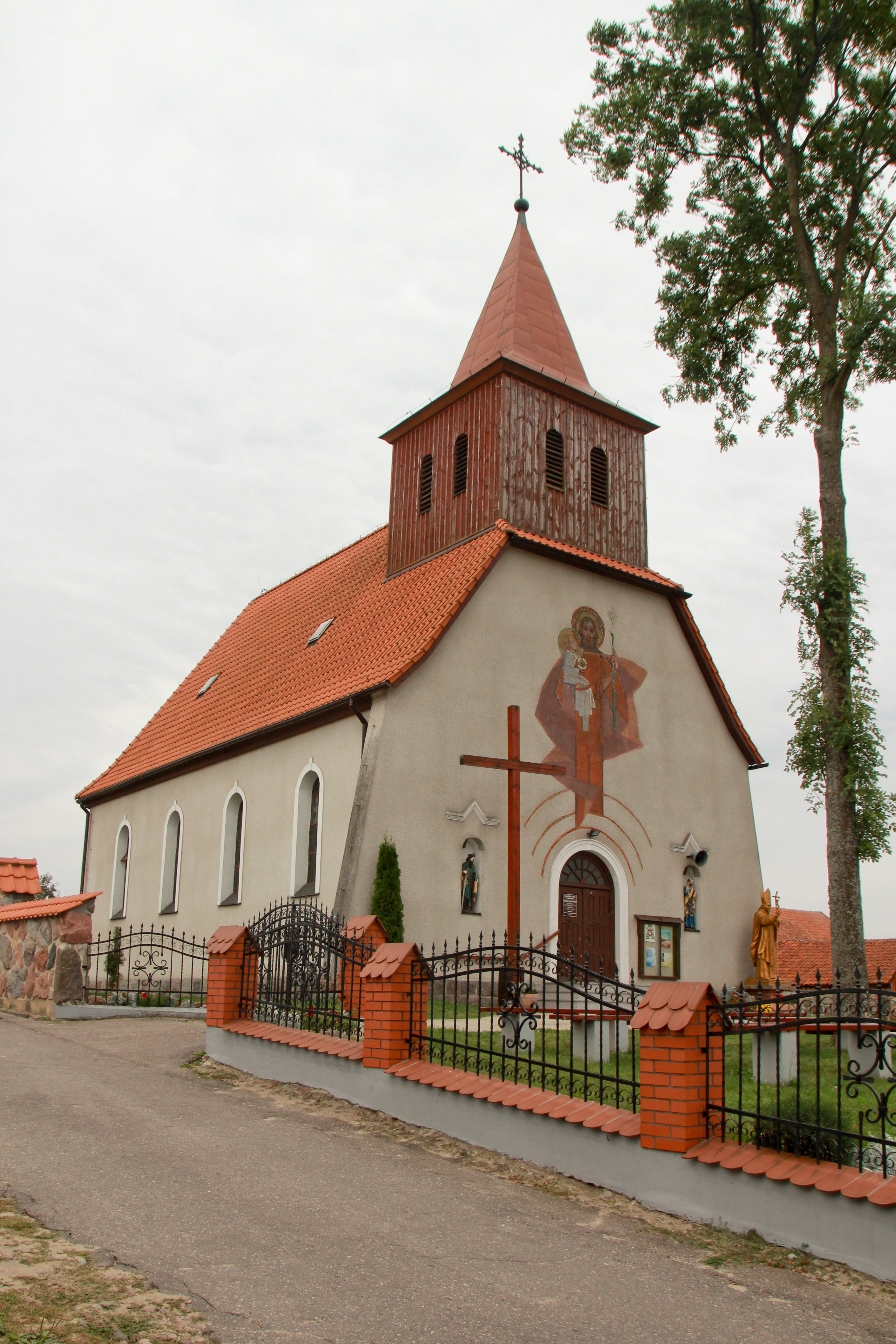
Die katholische St.-Josefs-Kirche in Jedwabno

In den Jahren 1928 und 1929 baute sich die katholische Gemeinde eine neue Kirche, gewidmet dem Hl. Josef und der Gottesmutter von Tschenstochau.

## Schule
Wohl seit 1595 gab es in Jedwabno eine Schule. Lange Zeit war sie die einzige im Kirchspiel. Bis zum Neubau eines Schulgebäudes im Jahre 1859 war sie einklassig, danach bis 1897 zweiklassig, dann dreiklassig. 1926 erhielt das Dorf eine neue Volksschule mit Sportplatz, die dann über vier Klassen verfügte.

## Gemeinde
Zur Landgemeinde (gmina wiejska) Jedwabno mit einer Fläche von 311,5 km² gehören das Dorf selbst und 16 weitere Dörfer mit Schulzenämtern (sołectwa).

## Persönlichkeiten
In Jedwabno praktizierte der Arzt Ottmar Kohler. Er ist der Vater des gleichnamigen Chirurgen Ottmar Kohler (1908–1979), der dem Schriftsteller Heinz-Günther Konsalik als Vorbild für sein Buch Der Arzt von Stalingrad diente. Der Vater starb noch während der Schwangerschaft seiner Frau und wurde auf dem Friedhof in Jedwabno begraben. Nach dem Tod des Ehemanns zog die Mutter nach Gummersbach, wo der Sohn geboren wurde.